# Lee Jae-jin
Lee Jae-jin, född 26 januari, 1983 är en sydkoreansk badmintonspelare. Han har som bäst tagit ett brons i badminton tillsammans med Hwang Ji-man vid olympiska sommarspelen 2008 i Peking.

## Olympiska meriter

### Olympiska sommarspelen 2008
| Namn                     | Gren   | 32-delsfinal | 16-delsfinal | 8-delsfinal | Kvartsfinal                    | Semifinal                      | Final                       | Final                            |        |
| Namn                     | Gren   | Resultat     | Resultat     | Resultat    | Resultat                       | Resultat                       | Resultat                    | Plats                            |        |
| ------------------------ | ------ | ------------ | ------------ | ----------- | ------------------------------ | ------------------------------ | --------------------------- | -------------------------------- | ------ |
| Hwang Ji-man Lee Jae-jin | Dubbel |              |              |             | Choong och Lee (MAS) (4) W 2-1 | Ohtsuka och Masuda (JPN) W 2-1 | Haifeng och Yun( CHN) L 0-2 | Paaske och Rasmussen (DEN) W 2-1 | Bronze |